# Ernest Glover
Ernest Glover (ur. 19 lutego 1891 w Sheffield, zm. 13 kwietnia 1954 tamże) – brytyjski lekkoatleta (długodystansowiec), medalista olimpijski z 1912.
Zajął 16. miejsce w biegu przełajowym na igrzyskach olimpijskich w 1912 w Sztokholmie. Bieg był zdominowany przez biegaczy ze Szwecji i Finlandii], którzy zajęli siedem pierwszych miejsc. Do klasyfikacji drużynowej liczyły się miejsca trzech najlepszych zawodników danej reprezentacji. Brytyjczycy zajęli 15. (Frederick Hibbins), 16. (Glover) i 18. (Thomas Humphreys) miejsce, co sprawiło, że zdobyli brązowy medal w biegu przełajowym drużynowo. Glover na tych igrzyskach wystąpił również w biegu na 5000 metrów i biegu na 10 000 metrów, w których zakwalifikował się do finału, ale w żadnym z nich nie wystartował.
W 1913 zajął 2. miejsce, a w 1914 3. miejsce w Crossie Narodów (poprzedniku mistrzostw świata w biegach przełajowych).

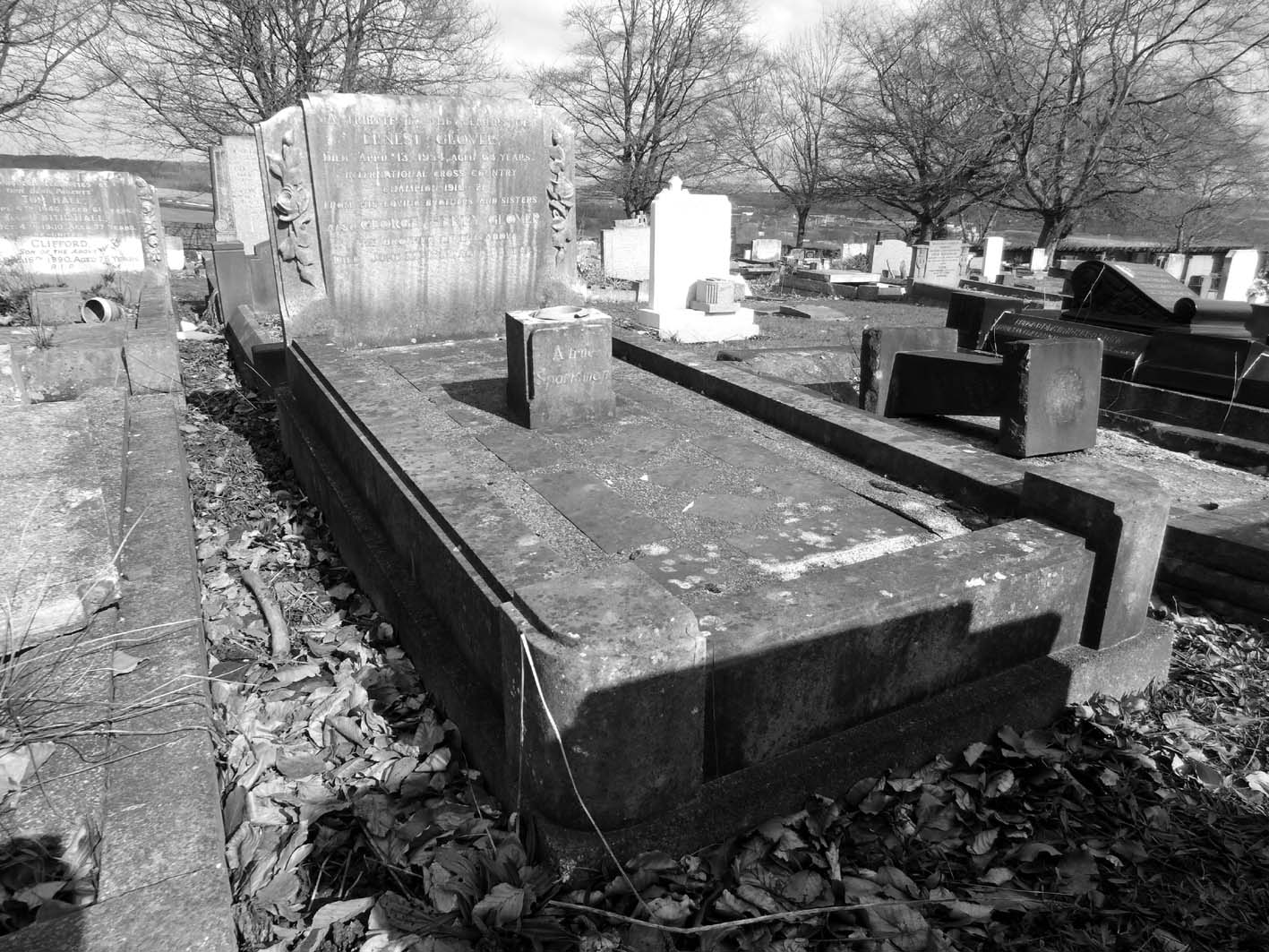
Grób Glovera w Sheffield

Był mistrzem Wielkiej Brytanii (AAA) w biegu na 10 mil i w biegu przełajowym w 1913.